# Hiển Túc Hoàng hậu
Hiển Túc Trịnh Hoàng hậu (chữ Hán: 顯肅鄭皇后; 1079 - 1130), còn gọi là Ninh Đức Thái hậu (寧德太后), là Hoàng hậu thứ hai của Tống Huy Tông Triệu Cát, đồng thời là Thái thượng hoàng hậu đầu tiên của nhà Tống thời Tống Khâm Tông Triệu Hoàn.

## Tiểu sử

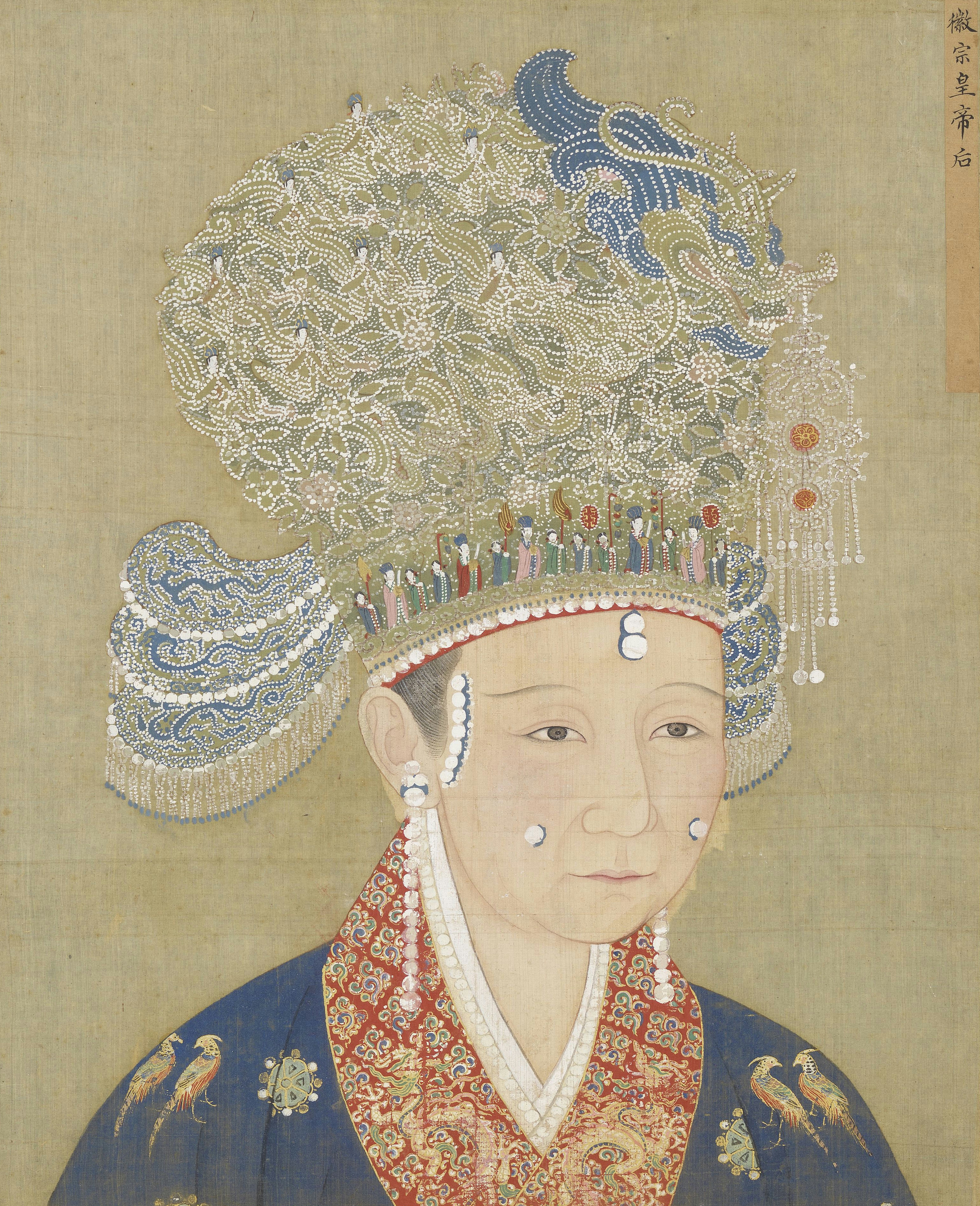
Cận chân dung Hiển Túc Hoàng hậu Trịnh thị.

Hiển Túc Hoàng hậu họ Trịnh (鄭), nguyên quán ở Khai Phong, cha là nguyên Trực Tỉnh quan, tiến Kiểm hiệu Thái sư, Nhạc Bình quận vương Trịnh Thân (鄭紳). Khi còn nhỏ vào hầu Khâm Thánh Hoàng thái hậu Hướng thị, làm ["Áp ban"; 押班] hầu cận. Khi Tống Huy Tông còn là Đoan vương, bà hay vào Từ Đức cung để yết kiến Thái hậu. Trịnh thị và Vương thị thường được Thái hậu sai hầu trà. Bà tiểu tâm cẩn thận, không phạm sai sót, lại có nhan sắc nên được Đoan vương để ý.
Năm Nguyên Phù thứ 3 (1100), Đoan vương lên ngôi, tức Tống Huy Tông. Trịnh thị được Hoàng thái hậu đưa vào hầu cho Huy Tông, bà biết đọc sách, chương tấu có thể giúp Hoàng đế, nên được sủng ái hết mực. Ngay sau đó, tháng 12 cùng năm, bà được phong Tài nhân. Năm Kiến Trung Tĩnh Quốc nguyên niên (1101), tháng 8, tiến Mỹ nhân, sang tháng 10 lại thăng Tiệp dư, đến tháng 12 tiếp tục thăng Uyển nghi, hàng Tòng nhất phẩm trong số các phi tần. Đến năm Sùng Ninh nguyên niên (1102), tháng 11, Trịnh Uyển nghi chính thức lên Hiền phi. Năm sau (1103), tháng 5, tiến Thục phi. Cuối cùng là năm thứ 3 (1104), tháng 2, sách Quý phi, đứng đầu chúng phi.

## Trở thành Hoàng hậu
Năm Đại Quan thứ 3 (1109), Hiển Cung Hoàng hậu Vương thị băng. Năm Đại Quang thứ 4 (1110), tháng 10, dụ lập làm Hoàng hậu, nhưng đến năm Chính Hòa nguyên niên (1111), tháng 2 mới tổ chức đại điển. Cha của bà từ Thái tử Thiếu sư được tiến Khai phủ nghi đồng tam ti.
Trịnh hậu tuy nhận ân sủng nhưng lại là người tiết kiệm, biết lễ phục y quan theo lễ nghi sẽ xa hoa, mà quốc khố đang thiếu hụt, cũng như không muốn vượt đi lễ pháp với Vương Hoàng hậu vừa mất, nên khi đại lễ lập Hoàng hậu bà đã yêu cầu dùng loại phục sức từ thời Quý phi của bà để thay thế, tránh việc dụng sức xa hoa. Khi ấy, tộc tử của bà là Trịnh Cư Trung (鄭居中) trọng dụng vào hàng Xu mật viện, bà nói:"Ngoại thích không nên tham dự quốc chính, nếu muốn phục dụng, thà nạp thêm phi tần", Huy Tông bèn bãi Cư Trung. Sau, Cư Trung lại được phục dùng, bà lại can gián. Trong cung, bà nổi tiếng hiền, khi Lưu Quý phi mất, truy thụy là Hậu, bà không phản đối gì, còn đề nghị do Phi có công sinh dục hoàng tử mà nên làm lễ gia ân thêm. Huy Tông vừa ý bà lắm, cả đời đều trân trọng.
Năm Tuyên Hòa thứ 7 (1125), ngày 23 tháng 12 (âm lịch), Tống Huy Tông thiện nhượng cho Thái tử Triệu Hoàn, Thái tử kế vị, tức Tống Khâm Tông. Tân Hoàng đế chiếu tôn Thái thượng hoàng hiệu Giáo Chủ Đạo Quân Thái thượng hoàng đế (教主道君太上皇帝), trú Long Đức cung (龍德宮), tôn Trịnh Hoàng hậu làm Thái thượng hoàng hậu. Sang năm Tĩnh Khang nguyên niên (1126), mời Thái thượng hoàng hậu ngự ở Ninh Đức cung (寧德宮), nên còn gọi là Ninh Đức Thái hậu (寧德太后).
Khi ấy Thái hậu muốn tùy Huy Tông Thượng hoàng về Nam Kinh, nhưng không được bèn quay về. Người khi ấy nói Thượng hoàng muốn trốn đến Trấn Giang, nhân tình sợ hãi lắm. Lại có người Nội thị dèm pha nói Thái hậu dùng Đoan Môn vào thẳng cửa cấm, Khâm Tông trực tiếp ra cửa đón Thái hậu, hai cung vui vẻ ân tình. Thượng hoàng cũng không đi nữa.

## Qua đời
Sự biến Tĩnh Khang xảy ra, Biện Kinh bị hãm, Trịnh Thái hậu cùng Khâm Tông, Huy Tông đều bị người Kim bắt giữ, đưa về phương Bắc. Trong lúc khổ cực đó, bà nói với Hoàn Nhan Tông Đồ rằng: "Thiếp đắc tội đáng bị chỉ trích, song gia phụ của thiếp chưa từng can dự triều chánh, xin đừng khiển trách gia phụ vô tội". Sau đó, cha của bà là Trịnh Thân được đưa về phương Nam. Năm Kiến Viêm thứ 4 (1130), ngày 5 tháng 9 (âm lịch), Trịnh Thái hậu qua đời ở Ngũ Quốc Thành, thọ khoảng 52 tuổi, thụy hiệu ban đầu là Hi Tĩnh (僖靖).
Năm Thiệu Hưng thứ 7 (1137), ngày 11 tháng 6 (âm lịch), Tống Cao Tông ở phương Nam truy tặng thụy hiệu Hiển Túc Hoàng hậu (顯肅皇后). Tháng 9 cùng năm, làm lễ sách tôn, cùng với Huy Tông. Tháng 12, ngày Đinh Sửu (10), đưa thần chủ của Huy Tông và Hiển Túc Hoàng hậu cùng lên Thái Miếu. Sang năm thứ 12 (1142), tháng 10, ngày Ất Sửu (7), hợp táng cùng Huy Tông vào Vĩnh Hựu lăng (永祐陵) ở Cối Kê.
Các tộc nhân của Hiển Túc hậu sau đó lưu về Giang Nam. Cao Tông biết được, cho vời đến kinh sư mà phong quan ban tước. Trong số ấy có Trịnh Tảo (鄭藻), ban đầu bái Lũng Châu Phòng ngự sứ, sau đến Tiết độ sứ Chương Tín Quân, gia thêm Thái úy. Mất, tặng Vinh Quốc công (榮國公), thụy là Đoan Tĩnh (端靖).

## Hậu duệ
Hiển Túc Hoàng hậu sinh cho Tống Huy Tông 1 Hoàng tử và 5 Hoàng nữ: 
1. Triệu Sanh [趙檉; 1101], chết non, tặng Duyện vương (兗王), thụy ["Trọng Hi"; 沖僖].
2. Gia Đức Đế cơ [嘉德帝姬; 1100 - 1141], húy Ngọc Bàn (玉槃), con gái trưởng của Tống Huy Tông.
Sinh năm Nguyên Phù thứ 3, sơ phong Đức Khánh công chúa (德慶公主), sau cải cách của Huy Tông thì trở thành Đế cơ. Ban đầu hạ giá lấy Tả Vệ tướng quân Tằng Di (曾夤), sau loạn Tĩnh Khang thì bị nạp làm thiếp của Tống vương Hoàn Nhân Tông Bàn (完颜宗磐). Sau khi Hoàn Nhân Tông Bàn bị tội, bà bị nạp cho Kim Hi Tông.
3. An Đức Đế cơ [安德帝姬; 1106 - 1127], húy Kim La (金罗), con gái thứ 3 của Tống Huy Tông.
Sinh năm Sùng Ninh thứ 5, sơ phong Thục Khánh công chúa (淑慶公主), sau cải cách của Huy Tông thì trở thành Đế cơ. Hạ giá lấy Tống Bang Quang (宋邦光), sinh một con gái gả cho Tú vương Triệu Bá Khuê. Loạn Tĩnh Khang, công chúa bị Đô thống Hoàn Nhan Đồ Mẫu (完颜阇母) cưỡng bức, chết cùng năm ấy.
4. Thọ Thục Đế cơ [壽淑帝姬; ? - 1106], sơ phong Thọ Khánh công chúa (壽慶公主), mất sớm, tặng Dự Quốc công chúa (豫國公主). Sau cải cách của Huy Tông thì trở thành Đế cơ.
5. Vinh Thục Đế cơ [榮淑帝姬; ? - 1110], sơ phong Vinh Khánh công chúa (榮慶公主), mất sớm, tặng Thái Quốc công chúa (蔡國公主). Sau cải cách của Huy Tông thì trở thành Đế cơ.
6. Thành Đức Đế cơ [成德帝姬; 1110 - ?], sơ phong Xương Phúc công chúa (昌福公主). Hạ giá lấy Hướng Tử Phòng (向子房), cháu nội của Hướng Mẫn Trung (向敏中), sinh phụ của Khâm Thánh Hướng hậu. Loạn Tĩnh Khang, bị điều đến Tẩy Y viện (洗衣院) của nước Kim.